# Perù ai Giochi della XVI Olimpiade
Il  Perù ha partecipato ai Giochi della XVI Olimpiade che si sono svolti a Melbourne dal 22 novembre all'8 dicembre 1956 
con una delegazione di 8 atleti impegnati in 1 disciplina,
senza aggiudicarsi medaglie.